# 리버 피닉스의 콜 잇 러브
《리버 피닉스의 콜 잇 러브》(영어: The Thing Called Love)는 미국에서 제작된 피터 보그다너비치 감독의 1993년 코미디 드라마 영화이다. 리버 피닉스 등이 출연하였고, 존 데이비스 등이 제작에 참여하였다.

## 출연진
- 리버 피닉스
- 서맨사 매시스
- 더멋 멀로니
- 샌드라 불럭
- K.T. 오즐린
- 앤서니 클라크
- 웨브 와일더
- 데버라 앨런
- 트리샤 이어우드
- 지미 데일 길모어

## 기타 제작진
- 배역: 다이앤 크리턴든
- 미술: 마이클 시모어
- 의상: 리타 리그스